# Hugo Raab
Claes Fredrik Hugo Raab, född 27 november 1831 på Ryssbylund i Kalmar län, död 11 december 1881 i Stockholm, var en svensk friherre och svensk militär (generalmajor). Han räknas som en viktig reformator i det svenska försvaret under senare delen av 1800-talet genom sin gärning som chef för Generalstaben och omdanare av Krigshögskolan.

## Biografi
Hugo Raab tillhörde friherrliga ätten Raab. Han var son till friherre Adam Raab och dennes första hustru friherrinnan Carolina Charlotta Fleetwood). Hans far var officer vid Kalmar regemente och riksdagsman, både i ståndsriksdagen och i första kammaren.
Raab genomgick Krigsakademien på Karlberg 1847–1850 och utnämndes därefter till underlöjtnant vid Kalmar regemente. Anställd som adjutant vid svensk-norska ambassaden i Berlin genomgick han 1855–1858 preussiska krigsakademien. År 1857 befordrades han till löjtnant. Efter återkomsten till Sverige utnämndes han 1859 till generalstabsofficer. När dansk-tyska kriget 1864 bröt ut, sökte och erhöll Raab anställning som premiärlöjtnant i danska armén. Till en början var han placerad vid det danska högkvarteret, och deltog tillsammans med detta i striden vid Dybböl den 17 mars 1864, men detacherades strax därefter och övertog befälet för 1:a kompaniet i strövkåren, som var ett förband som bestod av svenska och norska frivilliga under kapten Aaröe. Mest bekant bland de insatser, som detta kompani under Raabs ledning utförde, är det nattliga företaget till Lojt (Loit) kyrkoby i Slesvig, vilket ledde till att flera fientliga krigsfångar togs. Raab fick dock även motta kritik för sitt deltagande i kriget, eftersom många ansåg det olämpligt att han deltog efter att Preussen hade utbildat honom. Raab var dock, liksom sin far, en stor anhängare av skandinavismen. 
År 1865 utnämndes Raab till kapten i svenska armén och förordnades samma år till informationsofficer (idag närmast att betrakta som instruktör) i taktik, reglementen och krigsartiklar vid Krigsakademien på Karlberg. Januari 1866–september 1873 var han lärare i krigskonst och krigshistoria vid Högre artilleriläroverket (sedermera Krigshögskolan) på Marieberg. Under tiden utnämndes han 1869 till kapten vid Kalmar regemente, 1870 till major i armén samt 1872 till överstelöjtnant i armén och expeditionschef i Lantförsvarsdepartementets kommandoexpedition. 1873 uppgjorde han förslag till grunder för en ny och modern arméorganisation, grundad på allmän värnplikt. Förslaget, som granskades av en kommitté där Raab deltog, lades till grund för Kungl. Maj:ts framställan i frågan till 1875 års riksdag. År 1873 utnämndes Raab till överste och chef för Generalstaben, som han hade haft i uppgift att organisera. Under loppet av de följande åren verkade han även som ledamot av flera kommittéer rörande arméfrågor. År 1877 utnämndes han till generalmajor i armén. 1880 utsågs han till ledamot av den då tillsatta stora lantförsvarskommittén. Han avled dock 1881, innan många av hans förslag till förändring av Sveriges försvar hade genomförts.
Raab verkade även som författare i militära frågor. Han blev 1863 ledamot av Kungliga Krigsvetenskapsakademien och var 1870–1871 redaktör för dess tidskrift.
Försvarshögskolan, som är den nutida arvtagaren efter den av Raab reformerade Krigshögskolan, brukar högtidlighålla hans insatser genom att anordna den så kallade Hugo Raab-dagen med föredrag och symposier. Denna dag infaller i närheten av 16 november till åminnelse av den skrift av Raab, daterad 16 november 1876, som låg till grund för reformeringen av Krigshögskolan. Försvarshögskolan delar även årligen ut det så kallade Hugo Raab-priset för bästa vetenskapliga prestation.